# Pietro Boetto
Pietro Boetto S.J. (ur. 19 maja 1871 w Vigone, zm. 31 stycznia 1946 w Genui) – włoski duchowny katolicki, kardynał, arcybiskup Genui.
Pochodził ze stosunkowo ubogiej rodziny. Miał dwóch braci i trzy siostry. W latach 1884–1888 kształcił się w seminarium w Giaveno. 1 lutego 1888 wstąpił do Towarzystwa Jezusowego i odbył nowicjat w Chieri. W międzyczasie uzyskał magisterium w Como. Święcenia kapłańskie otrzymał 30 lipca 1901 z rąk biskupa Emiliano Manacorda, ordynariusza Fossano. Podjął następnie dalsze studia, po czym został profesorem i rektorem Instituto Arecco w Genui (1902-1904), a następnie Collegio San Tommaso w Cuneo (do 1907). W latach 1907–1916 był prokuratorem domu zakonnego Jezuitów w Turynie, a w latach 1916-1920 prowincjałem prowincji Turyn. W tym okresie był też wizytatorem prowincji Aragonii, a następnie Kastylii. Od roku 1921 prokurator generalny swego zakonu. W latach późniejszych był prowincjałem w Rzymie, a następnie asystentem na terenie Włoch.
W grudniu 1935 został kardynałem diakonem. 17 marca 1938 mianowany arcybiskupem Genui, a jego diakonia podniesiona została do rangi kościoła prezbiterialnego. Konsekrowany w rzymskim kościele św. Ignacego przez kardynała dziekana Kolegium Kardynalskiego Gennaro Granito Pignatelli di Belmonte. Brał udział w konklawe 1939. W czasie wojny odznaczył się odważną obroną genueńczyków, co przyczyniło się do nadania mu obywatelstwa tego miasta w 1945. Zmarł na zawał serca i pochowany został w krypcie metropolitalnej katedry w Genui.